# Antarchaea mundalis
Antarchaea mundalis là một loài bướm đêm trong họ Noctuidae.